# Bahnhof Stuttgart-Vaihingen
Der Bahnhof Stuttgart-Vaihingen liegt am Streckenkilometer 15,6 der Bahnstrecke Stuttgart–Horb und ist eine Station im Netz der S-Bahn Stuttgart sowie ein Knotenpunkt im Öffentlichen Nahverkehr auf der Filderebene.
Der Bahnhof wird täglich von etwa 30.000 Menschen genutzt. Täglich werden rund 360 Ankünfte und Abfahrten gezählt.

## Geschichte
Mit der Eröffnung der Strecke von Stuttgart nach Freudenstadt am 2. September 1879 fand auch die feierliche Einweihung des Bahnhofs in Vaihingen auf den Fildern statt. Dieser lag damals etwa 400 Meter südöstlich des Dorfes und bestand aus dem heute noch erhaltenen Empfangsgebäude und einer Güterabfertigungshalle.
1891 beschloss die Filderbahn-Gesellschaft die Errichtung einer Strecke von Möhringen zum Vaihinger Bahnhof, welche die königliche Regierung am 14. April 1896 genehmigte. Nach anderthalbjähriger Bauzeit erreichte am 23. Dezember 1897 der erste Zug Vaihingen. Die meterspurigen Schmalspurgleise lagen östlich der normalspurigen Staatsbahngleise. Im Bahnhof wurde 1898 eine Rollbockgrube errichtet, da über Vaihingen der ganze Güterverkehr der Filderbahn bis Degerloch, Hohenheim und Neuhausen auf den Fildern lief. 1902 ersetzte die Filderbahn-Gesellschaft die Schmalspurgleise durch Dreischienengleise für den Güterverkehr, elektrifizierte 1904 den Abschnitt Degerloch–Vaihingen und baute eine Verbindung vom Wallgraben zum Schillerplatz (Haltestelle Vaihingen Ort) mit Überführung über die Staatsbahn.
Am 22. November 1905 nahm die Staatsbahn zwischen dem Stuttgarter Westbahnhof und Böblingen das zweite Gleis in Betrieb. Der Ausbau des Bahnhofs mit weiteren Gleisen erfolgte in den folgenden zwei Jahren. Um Verwechslungen mit der Station „Vaihingen (Enz) Staatsbahnhof“ (bis 1906 Vaihingen-Sersheim) an der Westbahn zu vermeiden, änderte sich die offizielle Bezeichnung in Vaihingen (Filder).
Kriegsbedingt stellte die Württembergische Nebenbahnen AG (Nachfolgerin der Filderbahn-Gesellschaft) am 15. April 1915 die Verbindung nach Vaihingen Ort ein. Sie wurde – inzwischen als Städtische Filderbahn – erst am 28. Oktober 1929 wieder reaktiviert, dabei wurde auch die Verbindung zur Stuttgarter Straßenbahn hergestellt.
Nach der Eingemeindung Vaihingens in die Stadt Stuttgart am 1. April 1942 änderte sich die Bahnhofsbezeichnung ein zweites Mal, und zwar in Stuttgart-Vaihingen.
Am 15. Mai 1944 stellte die Stuttgarter Straßenbahnen AG (SSB) den Personenverkehr von Möhringen zum Vaihinger Bahnhof ein und die Straßenbahnen fuhren nur noch in die Ortsmitte.
Das Verbindungsgleis nach Möhringen diente aber weiterhin dem Güterverkehr, bis dieser 1981 beendet wurde. Es stand danach bis 2008 der SSB unter anderem zur Überführung der U-Bahn-Fahrzeuge zur Verfügung und endet seither an einem Prellbock im Bereich Ruppmannstraße/Kupferstraße. Mit der Errichtung einer Schleife, die über Herrenberger- und Emilienstraße führte, entstanden 1963 neue Haltestellen (heute ersetzt durch die Haltestelle Jurastraße), eine in Bahnhofsnähe, am Ende der Vollmoellerstraße direkt beim („Staatsbahn-“/DB-)Bahnhof.
Mit Elektrifizierung der Strecke Stuttgart–Böblingen zum 26. Mai 1963 wurde auch der Bahnhof Stuttgart-Vaihingen in den elektrischen Stuttgarter Vorortverkehr integriert.

### Integration in den S-Bahn-Verkehr
Im Zuge der S-Bahn-Erweiterung baute die Bundesbahn den Bahnhof in den Jahren 1980 bis 1985 komplett um. Sie verlegte die Güterabfertigung auf die östliche Seite und schloss den Bahnübergang der Mitterwurzerstraße. Die Bahnsteige wurden nach S-Bahn-Standard erhöht. Gleichzeitig entstand südwestlich des Bahnhofs eine Abstellanlage für hier endende S-Bahnen.
Auf dem Bahnhofsvorplatz weihte die Stuttgarter Straßenbahnen AG eine viergleisige Stadtbahnhaltestelle ein.
Im März 1982 begannen die Bauarbeiten für ein neues, 24 Millionen DM teures Zentralstellwerk in Vaihingen. Dessen erste Ausbaustufe wurde am 8. November 1984 in Betrieb genommen. Bis Juli 1985 folgten weitere Gleisanlagen. Dieses Stellwerk steuert unter anderem den Zugverkehr auf der Gäubahn bis Stuttgart-Rohr sowie auf der S-Bahn-Verbindungsbahn ab Stuttgart Schwabstraße. Das Stellwerk galt nach mehreren Totalausfällen in den Jahren 2014 und 2015 als störungsanfällig. Das Relaisstellwerk soll bis 2025 in einem Digitalen Stellwerk Stuttgart aufgehen. Bis 2019/2020 im Rahmen von Stuttgart verfolgte Planungen, das Relaisstellwerk zu modernisieren, wurden im Rahmen des Digitalen Knoten Stuttgart um 2019/2020 verworfen. Die Inbetriebnahme des Digitalen Stellwerks und ETCS im Bereich Waiblingen wurde zuletzt im Juli 2025 verschoben, auf April 2027.

### Regionalverkehrshalt

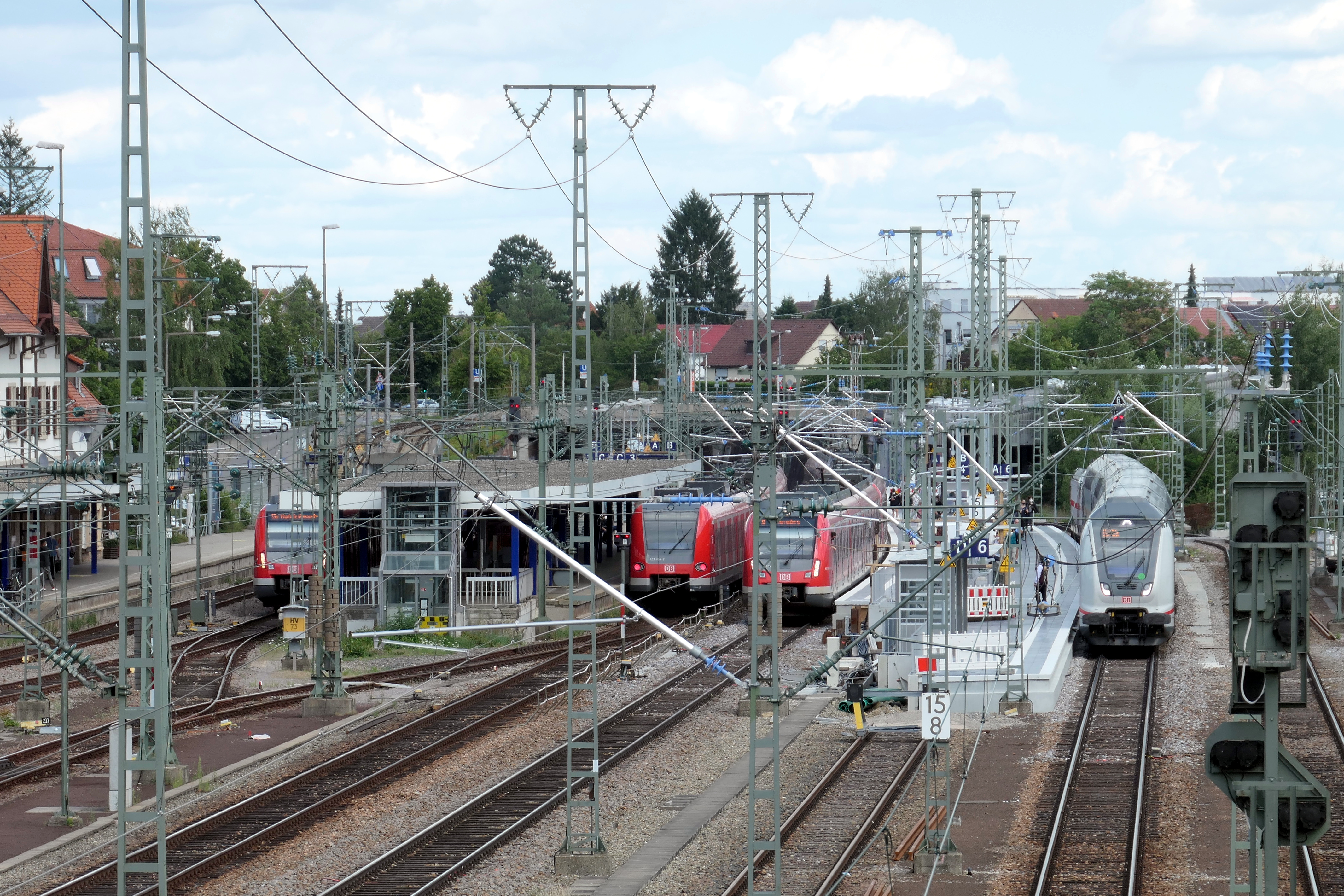
Regionalbahnsteig im August 2021

Mit der Inbetriebnahme der Verbindungsbahn am 29. September 1985 begann der S-Bahn-Betrieb. Seitdem hielten in Stuttgart-Vaihingen nur noch vereinzelt Regionalzüge, ab den 1990er Jahren dann vorübergehend gar keine mehr.
Laut Angaben des VCD Baden-Württemberg von 2015 sei der Regionalverkehrsbahnsteig beim S-Bahn-Ausbau 1985 aus übertriebener Sparsamkeit nicht gebaut worden.
Im Zuge der Proteste gegen das Bahnprojekt Stuttgart 21 und aus Stadtteilinitiativen heraus sprachen sich einige Bürgergruppen dafür aus, wieder einen Regional-Express-Halt in Stuttgart-Vaihingen einzuführen. Wenigstens vier Monate vor Inbetriebnahme des Stuttgart-21-Bahnknotens soll die Gäubahn im Innenstadtbereich stillgelegt werden, um den Bau neuer S-Bahn-Gleise im Bereich des Nordbahnhofs zu ermöglichen. In dieser Zeit sollen Regionalzüge am Bahnhof Stuttgart-Vaihingen halten und enden, um dort einen Umstieg zur S-Bahn zu ermöglichen.
Das Land Baden-Württemberg und die Stadt Stuttgart gaben eine Potentialstudie für einen Fern- und Regionalbahnhalt in Stuttgart-Vaihingen in Auftrag, die im Januar 2014 vorgelegt wurde. Darin ist für in Richtung Stuttgart fahrende Regionalzüge der Neubau eines Bahnsteiges an den Gleisen 4 und 6 mit barrierefreiem Zugang vorgesehen. Der Bahnsteig an Gleis 1 soll für Richtung Böblingen fahrende Regionalzüge auf einer Höhe von 76 cm um 170 m verlängert werden. Vorübergehend soll ferner der Bahnsteig an Gleis 1 um 24 m für einen Tiefeinstieg in Fernverkehrsfahrzeuge verlängert werden, die Maßnahme nach Inbetriebnahme von Stuttgart 21 zurückgebaut werden.
Die Kosten der notwendigen Infrastrukturmaßnahmen wurden von der DB Netz AG zunächst mit etwa drei Millionen Euro beziffert. Die Studie erwartete eine Steigerung der Zahl der am Bahnhof umsteigenden Fahrgäste auf 2040 (ohne Fernverkehrshalt) bzw. 3060 (mit Fernverkehrshalt). Der tatsächliche Fahrgastgewinn wird mit 360 bis 540 Fahrgäste beziffert. Zwischen Herrenberg und Böblingen werden dabei durchschnittlich 1,5 Prozent weniger S-Bahn-Nutzer erwartet, zwischen Vaihingen und Schwabstraße wird ein Nachfrageanstieg erwartet. Der Verband Region Stuttgart rechnet mit einer geringeren Stabilität auf der Gäubahn zwischen Böblingen und Vaihingen. Für den zusätzlichen Halt würden Fahrzeitverlängerungen von bis zu zwei Minuten entstehen. Der aufgrund dieser Fahrzeitverlängerung notwendige Fahrzeugmehrbedarf soll ab Dezember 2021 mit zusätzlichen Triebzügen der Baureihe 425 abgedeckt werden.
Bei einem Spitzengespräch vereinbarten am 6. März 2015 Vertreter der Stuttgart-21-Projektpartner die Einrichtung eines dauerhaften Regionalverkehrshaltes am Bahnhof Stuttgart-Vaihingen. Die prognostizierten Planungs- und Baukosten von zunächst fünf Millionen Euro waren bis 2019 auf rund 7,2 Millionen Euro gestiegen. Der baden-württembergische Verkehrsminister Winfried Hermann kündigte im Mai 2015 an, den Regionalverkehrshalt zum Fahrplanwechsel im Dezember 2017 zu realisieren. Gespräche zur Realisierung liefen, noch vor den Sommerferien 2015 sollte eine Vereinbarung mit der Deutschen Bahn abgeschlossen werden. Anfang November 2015 einigten sich Land, Bahn, Stadt und VRS auf den Ausbau des Bahnhofs. Dabei soll ein 210 m langer Bahnsteig zwischen den bisherigen Durchgangsgleisen 4 und 6 entstehen. Eine Option sah den Ausbau des Bahnsteiggleises 1 um 160 Meter vor. Die Kosten des Ausbaus werden vom Land Baden-Württemberg getragen. Vertreter des Verkehrsministeriums und der DB Station&Service AG unterzeichneten eine entsprechende Planungsvereinbarung. Die Vorentwurfsplanung sollte im zweiten Halbjahr 2016 fertig gestellt werden. Spätestens dann war eine frühe Öffentlichkeitsbeteiligung vorgesehen.
Der Plangenehmigungsbescheid erging mit Datum vom 22. Januar 2019. Bis Ende 2019 wurde das Gleis 5 im Bahnhof weitgehend zurückgebaut, um Baufreiheit für den neuen Bahnsteig zu schaffen.
Der neue Bahnsteig sollte zum Fahrplanwechsel Ende 2020 in Betrieb gehen, Die Realisierung verschob sich auf Ende 2021, nachdem auf die Ausschreibung des Projektes keine Gebote eingegangen waren. Im März 2021 erging ein Planänderungsbescheid, in dessen Rahmen unter anderem eine Verlängerung des Mittelbahnsteiges am Gleis 206 um 50 m genehmigt wurde.
Bereits vor der offiziellen Eröffnung wurde der neue Bahnsteig ab 9. August 2021 im Zuge eines Ersatzkonzeptes während der Sperrung der S-Bahn-Stammstrecke genutzt.
Am 20. September ging der Bahnsteig nochmals außer Betrieb. Seit 13. September 2021 halten sechs Regionalzüge täglich im Bahnhof. Zum Fahrplanwechsel am 12. Dezember 2021 wurde der Bahnsteig schließlich endgültig in Betrieb genommen. Dessen Kosten, die vom Land Baden-Württemberg getragen wurden, lagen letztlich bei rund zehn Millionen Euro.

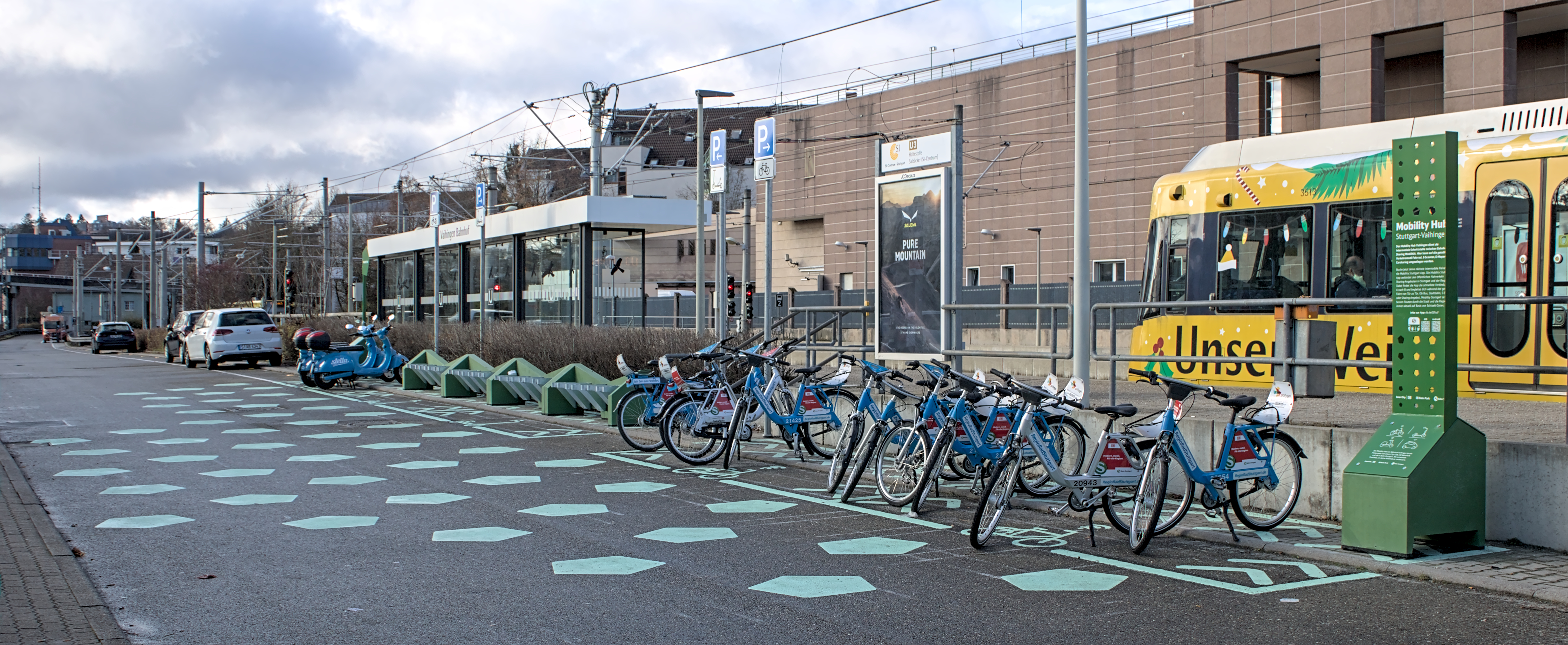
Mobility Hub

Im November 2021 wurde der erste Mobility Hub der Deutschen Bahn am Vaihinger Bahnhof eröffnet. Hierbei werden verschiedene Sharing-Angebote wie Regiorad Stuttgart, Flinkster und E-Scooter an einem Punkt gebündelt.

### Ausblick
Der Verband Region Stuttgart beschloss am 22. April 2020, eine Planung (Leistungsphasen 1 bis 4) für zusätzliche Weichenverbindungen zur Anbindung des Regionalbahnsteiges an die S-Bahn sowie eine Verlängerung des Regionalbahnsteiges auf eine Nutzlänge von 210 m zu beauftragen. Im Juni 2021 wurden dazu nötige Planungsleistungen ausgeschrieben. Die Vorplanung wurde im Juli 2021 abgeschlossen. Die Inbetriebnahme ist für 2025 geplant. Die geplanten Gesamtkosten liegen bei 6,5 Millionen Euro. Für ein zwischenzeitlich geändertes Maßnahmenpaket, das drei neue Weichenverbindungen und ein verlängertes S-Bahn-Abstellgleis umfasst, waren Mitte 2024 insgesamt 12,8 Millionen Euro vorgesehen. Im Oktober 2024 sollen neue Weichen im Bahnhof eingebaut werden.
Nach einer Kappung der Gäubahn im Talkessel soll Stuttgart-Vaihingen als Endhalt für den Fern- und Regionalverkehr dienen, mit Umstieg zur S-Bahn. Nach Inbetriebnahme von Stuttgart 21 soll zur Hauptverkehrszeit stündlich ein Verstärkerzug halten.
Ab Ende 2025 soll die Rolle der Linien S2 und S3 vertauscht werden, die S2 in der Regel in Vaihingen wenden und die S3 dafür Richtung Flughafen fahren. Die S5 soll im 15-Minuten-Takt von der Schwabstraße bis Vaihingen verlängert werden und halbstündlich bis Böblingen weitergeführt werden.

## Reisezentrum

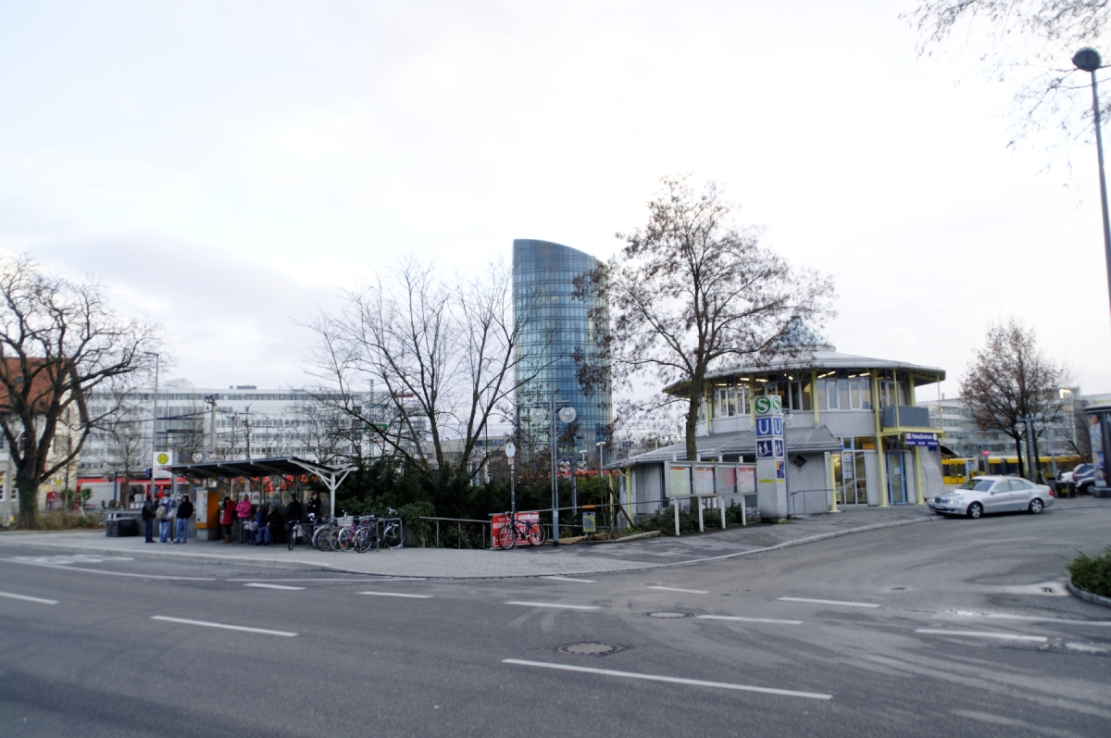
Rechts das Reisezentrum, hinten der Colorado-Turm

Am Bahnhof Stuttgart-Vaihingen bietet die Deutsche Bahn Beratung und Fahrkartenverkauf durch Personal an. Dieses Reisezentrum befindet sich nicht im alten Bahnhofsgebäude, sondern in einem pavillonartigen Neubau Richtung Busbahnhof.
Im direkten Umfeld des Bahnhofs befinden sich zwei der höchsten Hochhäuser in Stuttgart: der Colorado-Turm in Richtung Gewerbegebiet sowie das Pullmann-Hotel „Fontana“.

## Bahnbetrieb
Der Bahnhof verfügt über fünf Bahnsteiggleise und wird durch die Stuttgarter S-Bahn-Linien S1, S2, S3 und S11 bedient. An Gleis 1 halten die S-Bahnen Richtung Herrenberg. Am Gleis 2 verkehren die S-Bahnen Richtung Flughafen/Messe und am Gleis 3 alle drei Linien Richtung Stuttgart Hbf. Gleis 4 benutzen Regional-Express-Züge Richtung Stuttgart Hbf, Gleis 6 wird als Ausweichgleis benutzt.
Die Regional- und Fernverkehrszüge nach Rottweil, Freudenstadt, Singen und Zürich passieren Gleis 1 meist ohne Halt; für die Gegenrichtung benutzen sie Gleis 4, das seit 2021 über einen Bahnsteig verfügt.
Der Bahnhof Stuttgart-Vaihingen gehört bei der Deutschen Bahn AG der Preisklasse 3 an.
Der Verband Region Stuttgart beabsichtigte, durch den Kauf zusätzlicher S-Bahn-Fahrzeuge zukünftig überschlagene Wenden (und damit größere Wendezeitreserven) in Stuttgart-Vaihingen zu ermöglichen.
Im südlichen Bahnhofsbereich befindet sich der Gleisanschluss der Fa. Scharr Wärme. Dort werden regelmäßig Kesselwagen zugestellt.

### Regionalverkehr
| Linie | Linienverlauf                                                                                      | Taktfrequenz                              |
| ----- | -------------------------------------------------------------------------------------------------- | ----------------------------------------- |
| RB 14 | Stuttgart Hbf – Stuttgart-Vaihingen – Böblingen – Herrenberg – Eutingen im Gäu (– Horb – Rottweil) | 2 Zugpaare in Tagesrandlage               |
| RE 4  | Stuttgart Hbf – Stuttgart-Vaihingen – Horb – Rottweil – Tuttlingen – Singen – Konstanz             | ein Zugpaar an Wochenenden und Feiertagen |

Künftig sollen alle Züge der Linie RB 14 hier halten. Hierfür wurde ein eigener Bahnsteig (Gleise 4 und 6) errichtet.

### S-Bahn
Der Halt Stuttgart-Vaihingen liegt zwischen den Halten Stuttgart-Österfeld und Stuttgart-Rohr.
| Linie | Strecke | |
| ----- | --- | --- |
| S 1   | Kirchheim (Teck) – Wendlingen (Neckar) – Plochingen – Esslingen (Neckar) – Neckarpark – Bad Cannstatt – Hauptbahnhof (tief) – Schwabstraße – Stuttgart-Vaihingen – Rohr – Böblingen – Herrenberg (Verstärkerzüge montags bis samstags zwischen Esslingen und Schwabstraße; zur Hauptverkehrszeit zwischen Plochingen und Herrenberg) | 30-Minuten-Takt 15-Minuten-Takt (Mo–Fr 6:00 Uhr – 20:30 Uhr)                                                                               |
| S 11  | Neckarpark – Bad Cannstatt – Hauptbahnhof (tief) – Schwabstraße – Stuttgart-Vaihingen – Rohr – Böblingen – Herrenberg | Nur bei Heimspielen des VfB Stuttgart |
| S 2   | Schorndorf – Endersbach – Fellbach – Waiblingen – Nürnberger Straße – Bad Cannstatt – Hauptbahnhof (tief) – Schwabstraße – Stuttgart-Vaihingen – Rohr – Leinfelden – Flughafen/Messe – Filderstadt (Verstärkerzüge im Berufsverkehr zwischen Schorndorf und Vaihingen)                                                               | 30-Minuten-Takt 15-Minuten-Takt (Mo–Fr 6:00 Uhr – 20:30 Uhr)                                                                               |
| S 3   | Backnang – Winnenden – Waiblingen – Bad Cannstatt – Hauptbahnhof (tief) – Schwabstraße – Stuttgart-Vaihingen – Rohr – Leinfelden – Flughafen/Messe (Verstärkerzüge im Berufsverkehr zwischen Backnang und Vaihingen) | 30-Minuten-Takt 15-Minuten-Takt (Mo–Fr 6:00 Uhr – 20:30 Uhr) Im (spät-)abendlichen Verkehr ist für viele Züge der S3 Vaihingen Endbahnhof. |

### Fernverkehr
Seit dem Fahrplanwechsel am 12. Dezember 2021 hält täglich ein Intercity-Zugpaar im Bahnhof (morgens Richtung Hauptbahnhof, nachmittags Richtung Zürich).

### Ausblick
Eine im Januar 2020 für das Jahr 2030 vorgelegte Verkehrsprognose erwartet zwischen Vaihingen und Österfeld 70.600 Fahrgäste pro Tag, zwischen Rohr und Vaihingen wird mit 61.200 Fahrgästen gerechnet. Ein progressives Szenario sieht dabei vor, pro Stunde zwei heute an der Schwabstraße endende Züge der Linie S5 über Stuttgart-Vaihingen nach Ehningen zu führen. Darüber hinaus soll der Grundtakt der Linie S60 von der Schwabstraße bis zum Bahnhof Stuttgart-Vaihingen verlängert werden.
Nach der Einführung von ETCS sollten ab 2025 vier zusätzliche S-Bahnen pro Stunde über die Schwabstraße hinaus nach Vaihingen verlängert werden, voraussichtlich die Züge der Linien S 5 und S 6. Im Juni 2024 gab die DB eine Verschiebung der ETCS-Inbetriebnahme auf Mai 2026 (zwischen Vaihingen und Filderstadt) bzw. September 2026 (Stammstrecke bis Vaihingen) bekannt.
Im Oktober und November 2022 sollten im Bahnhof 16 Weichen sowie diverse Bahnhofsgleise erneuert werden.

## Stadtbahn
Auf dem Bahnhofsvorplatz befindet sich die viergleisige Stadtbahnendhaltestelle Vaihingen Bahnhof. Die ersten beiden Gleise (Gleise 11 und 12) dienen den Linien U3 und U8, die beiden anderen Gleise (Gleise 13 und 14) der Linie U14.
| Linie | Stadtbahnstrecke (Spurweite 1435 mm) |
| ----- | --- |
| U3    | Plieningen – Möhringen – Vaihingen |
| U8    | Vaihingen – Möhringen – Degerloch – Ruhbank/Fernsehturm – Heumaden – Ostfildern-Nellingen nur Montag bis Freitag von 6:30 Uhr bis 19:30 Uhr im 20-Minuten-Takt |
| U14   | Mühlhausen – Hofen – Münster – Wilhelma – Mineralbäder – Stöckach – Charlottenplatz – Marienplatz – Heslach – Vaihingen                                        |